# Nicolăeni, Cetatea Albă
Nicolăeni (în ucraineană Миколаївка, transliterat: Mîkolaiivka) este un sat în comuna Serghiești din raionul Cetatea Albă, regiunea Odesa, Ucraina.

## Demografie
Componența lingvistică a comunei Nicolăeni
     Ucraineană (92,02%)
     Rusă (7,06%)
     Alte limbi (0,73%)
Conform recensământului din 2001, majoritatea populației comunei Nicolăeni era vorbitoare de ucraineană (92,02%), existând în minoritate și vorbitori de rusă (7,06%).